# Marco Melandri

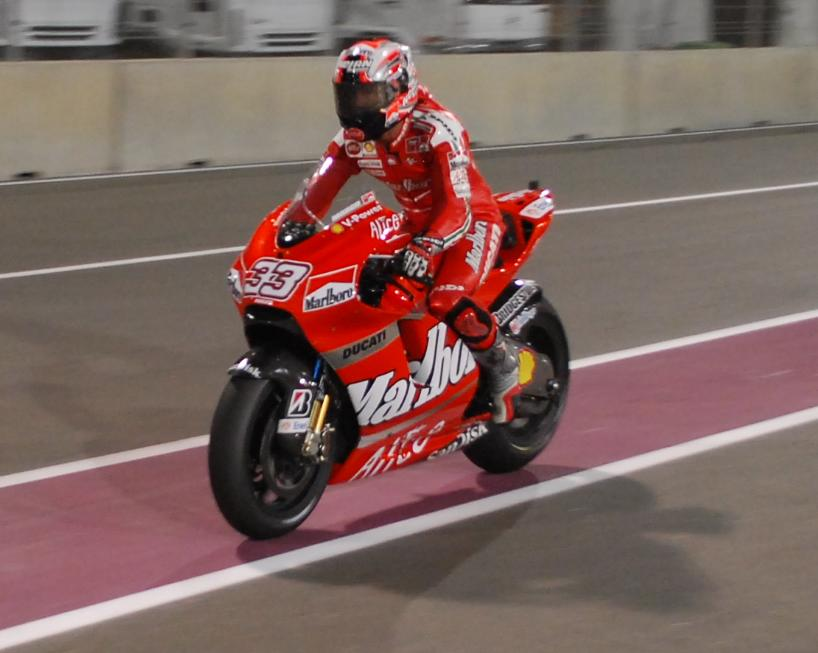
Marco Melandri w sezonie 2008

Marco Melandri (ur. 7 sierpnia 1982 roku w Rawennie) – włoski motocyklista, mistrz świata w klasie 250 cm³ w sezonie 2002. Obecnie kierowca zespołu BMW w serii World Superbike.
Zaczął ścigać się na motocyklach w wieku dziewięciu lat w klasie minibike. Tam też odnosił dobre wyniki. To sprawiło, iż zadebiutował w klasie 125 cm³ na Hondzie w 1997 roku w GP Czech z dziką kartą.
Rok później startował (również na Hondzie) już pełny sezon w tej samej klasie i wywalczył pierwsze zwycięstwo w GP Holandii, stając się najmłodszym zwycięzcą wyścigu z cyklu Grand Prix w historii (rekord ten pobił Anglik Scott Redding 10 lat później na torze Donnington Park w klasie 125 cm³, a 20 lat później ten rekord poprawił turecki zawodnik Can Oncu na torze w Walencji). Po udanym sezonie 1998, kiedy gościł osiem razy na podium, w tym trzy razy zwyciężał, Marco zakończył sezon na trzecim miejscu z dorobkiem 202 punktów. Zapowiadało to błyskotliwą karierę tego młodego zawodnika.
W sezonie 1999 brakowało mu jednego punku do wywalczenia mistrzostwa świata i przegrał tylko z Hiszpanem Emilo Alzamora, który został mistrzem świata nie wygrywając ani jednego wyścigu (to jedyny taki przypadek w całym cyklu Grand Prix). Dorobek siedemnastoletniego wówczas Marco to 226 punktów i wicemistrzostwo świata (dziewięć razy podium, w tym pięć zwycięstw) na motocyklu Honda.
Sezon 2000, to przejście Marco do klasy 250 cm³ i udany debiut w tej klasie na Aprilii (cztery razy najniższy stopień podium) dał mu piąte miejsce w ogólnym rozrachunku i dorobek punktowy 159.
Pierwsze zwycięstwo w ćwierćlitrówkach przyszło w sezonie 2001 na torze w Niemczech (stoczył walkę z Daijiro Kato), oprócz tego zaliczył jeszcze podium osiem razy, co pozwoliło uplasować mu się na trzecim miejscu w końcowej klasyfikacji z dorobkiem 194 punktów, również na motocyklu Aprilia.
W roku 2002 zaliczył swój najlepszy sezon w historii startów i wywalczył mistrzostwo świata, dwanaście razy stając na podium, w tym dziewięć razy wygrywając. Dorobek punktowy to 298 punktów. Warto dodać, iż Marco jeżdżąc na motocyklu Aprilia został najmłodszym mistrzem świata w klasie 250 cm³ (dwa lata później rekord ten pobił Daniel Pedrosa).
Przesiadka na "królewską" klasę nastąpiła rok później, lecz Marco sezon 2003 mógł spisać na straty, gdyż 45 punktów na motocyklu Yamaha dało mu piętnastą pozycję w klasyfikacji końcowej.
Swoje pierwsze podium w klasie MotoGP zaliczył w sezonie 2004, na motocyklu Yamaha podczas Grand Prix Katalonii. Powtórzył ten wyczyn w Grand Prix Holandii i uplasował się na dwunastej pozycji z 75 punktami.
W sezonie 2005 nastąpiła zmiana motocykla, na motocykl Honda. Wtedy też kolegą z zespołu był odnoszący duże sukcesy Sete Gibernau, jednak to Marco stał się rewelacją sezonu, zdobywając wicemistrzostwo świata tuż za Valentino Rossim w klasyfikacji generalnej, gdzie stawał na podium siedem razy, w tym dwa razy zwyciężał - podczas GP Turcji i GP Walencji. I to właśnie w nim upatrywało się największego rywala Valentino na przyszły sezon.
Sezon 2006 rozpoczął bardzo udanie (wygrana w Turcji i we Francji), spotkał go jednak groźny upadek podczas GP Katalonii - stracił przytomność i odwieziono go do lekarza (w tym jednym z najgroźniejszych wypadków w ciągu ostatnich lat, brało udział jeszcze pięciu innych kierowców). Wielu uważało, iż sezon ten Marco powinien spisać na straty, jednak już w kolejnym wyścigu wystartował, a dwa tygodnie później stanął na podium. Dorobek Marco w sezonie 2006 to 228 punktów, czwarte miejsce w klasyfikacji generalnej (trzy zwycięstwa, jedno drugie miejsce i trzy trzecie miejsca na podium).
W 2008 roku przeszedł do zespołu Ducati Marlboro Team. Od roku 2009 reprezentował Team Hayate, jeżdżąc na motocyklu Kawasaki ZX-RR, a w sezonie 2010 San Carlo Honda Gresini. Obecnie reprezentuje fabryczny team BMW w serii WSBK.
7 lat później wrócił do królewskiej klasy jako zawodnik ekipy Aprilia. Biorąc udział w ośmiu wyścigach, nie zdobył punktów w żadnym z nich.

## Statystyki

### Sezony
| Sezon | Klasa  | Motocykl               | Zespół                       | Wyścig | Zwycięstwa | Podia | PP | Najsz. okr. | Pkt. | Msc | WCh |
| ----- | ------ | ---------------------- | ---------------------------- | ------ | ---------- | ----- | -- | ----------- | ---- | --- | --- |
| 1997  | 125cc  | Honda RS125R           |                              | 1      | 0          | 0     | 0  | 0           | 0    | NC  | 0   |
| 1998  | 125cc  | Honda RS125R           |                              | 14     | 2          | 8     | 3  | 1           | 202  | 3   | 0   |
| 1999  | 125cc  | Honda RS125R           |                              | 14     | 5          | 9     | 3  | 4           | 226  | 2   | 0   |
| 2000  | 250cc  | Aprilia RSV250         |                              | 16     | 0          | 4     | 1  | 0           | 159  | 5   | 0   |
| 2001  | 250cc  | Aprilia RSV250         |                              | 15     | 1          | 9     | 0  | 4           | 194  | 3   | 0   |
| 2002  | 250cc  | Aprilia RSV250         | MS Aprilia Racing            | 16     | 9          | 12    | 2  | 4           | 298  | 1   | 1   |
| 2003  | MotoGP | Yamaha YZR-M1          | Fortuna Yamaha               | 13     | 0          | 0     | 0  | 0           | 45   | 15  | 0   |
| 2004  | MotoGP | Yamaha YZR-M1          | Fortuna Tech 3               | 15     | 0          | 2     | 0  | 0           | 75   | 12  | 0   |
| 2005  | MotoGP | Honda RC211V           | Movistar Honda MotoGP        | 17     | 2          | 7     | 0  | 3           | 220  | 2   | 0   |
| 2006  | MotoGP | Honda RC211V           | Fortuna Honda Gresini        | 17     | 3          | 7     | 0  | 0           | 228  | 4   | 0   |
| 2007  | MotoGP | Honda RC212V           | Gresini Racing               | 17     | 0          | 3     | 0  | 0           | 187  | 5   | 0   |
| 2008  | MotoGP | Ducati Desmosedici GP8 | Ducati Marlboro              | 18     | 0          | 0     | 0  | 0           | 51   | 17  | 0   |
| 2009  | MotoGP | Kawasaki Ninja ZX-RR   | Hayate Racing Team           | 17     | 0          | 1     | 0  | 0           | 108  | 10  | 0   |
| 2010  | MotoGP | Honda RC212V           | San Carlo Honda Gresini Team | 17     | 0          | 0     | 0  | 0           | 103  | 10  | 0   |
| 2015  | MotoGP | Aprilia RS-GP          | Aprilia Racing Team Gresini  | 8      | 0          | 0     | 0  | 0           | 0    | NC  | 0   |
| Razem |        |                        |                              | 215    | 22         | 62    | 9  | 16          | 2096 |     | 1   |

### Klasy wyścigowe
| Klasa  | Sezony          | Pierwszy wyścig | Pierwsze podium | Pierwsza wygrana | Wyścigi | Zwycięstwa | Podium | PP | Najsz. okr. | Pkt. | WCh |
| ------ | --------------- | --------------- | --------------- | ---------------- | ------- | ---------- | ------ | -- | ----------- | ---- | --- |
| 125cc  | 1997–1999       | Czechy 1997     | Włochy 1998     | Holandia 1998    | 29      | 7          | 17     | 6  | 5           | 428  | 0   |
| 250cc  | 2000–2002       | RPA 2000        | Portugalia 2000 | Niemcy 2001      | 47      | 10         | 25     | 3  | 8           | 651  | 1   |
| MotoGP | 2003–2010, 2015 | Japonia 2003    | Katalonia 2004  | Turcja 2005      | 139     | 5          | 20     | 0  | 3           | 1017 | 0   |
| Razem  | 1997–2010, 2015 |                 |                 |                  | 215     | 22         | 62     | 9  | 16          | 2096 | 1   |

### Starty
| Rok  | Klasa  | Motocykl | 1      | 2      | 3      | 4      | 5      | 6       | 7      | 8      | 9      | 10     | 11     | 12     | 13     | 14     | 15     | 16     | 17     | 18     | Poz. | Pkt. |
| ---- | ------ | -------- | ------ | ------ | ------ | ------ | ------ | ------- | ------ | ------ | ------ | ------ | ------ | ------ | ------ | ------ | ------ | ------ | ------ | ------ | ---- | ---- |
| 1997 | 125cc  | Honda    | MAL    | JPN    | SPA    | ITA    | AUT    | FRA     | NED    | IMO    | GER    | BRA    | GBR    | CZE 17 | CAT    | IND    | AUS    |        |        |        | NC   | 0    |
| 1998 | 125cc  | Honda    | JPN 10 | MAL NU | SPA 10 | ITA 2  | FRA 2  | MAD 2   | NED 1  | GBR 4  | GER 13 | CZE 1  | IMO 2  | CAT 8  | AUS 3  | ARG 2  |        |        |        |        | 3    | 202  |
| 1999 | 125cc  | Honda    | MAL    | JPN    | SPA NU | FRA 6  | ITA 2  | CAT 3   | NED 8  | GBR 5  | GER 1  | CZE 1  | IMO 1  | VAL NU | AUS 1  | RSA 3  | BRA 2  | ARG 1  |        |        | 2    | 226  |
| 2000 | 250cc  | Aprilia  | RSA 13 | MAL 5  | JPN 5  | SPA 6  | FRA 4  | ITA 4   | CAT 6  | NED NU | GBR NU | GER NU | CZE 4  | POR 3  | VAL 3  | BRA 3  | PAC 3  | AUS 5  |        |        | 5    | 159  |
| 2001 | 250cc  | Aprilia  | JPN 6  | RSA 2  | SPA 3  | FRA 3  | ITA 3  | CAT NU  | NED 6  | GBR 3  | GER 1  | CZE 2  | POR 2  | VAL NU | PAC NU | AUS    | MAL 11 | BRA 2  |        |        | 3    | 194  |
| 2002 | 250cc  | Aprilia  | JPN NU | RSA 1  | SPA NU | FRA 2  | ITA 1  | CAT 1   | NED 1  | GBR 1  | GER 1  | CZE 1  | POR 2  | BRA 4  | PAC 2  | MAL NU | AUS 1  | VAL 1  |        |        | 1st  | 298  |
| 2003 | MotoGP | Yamaha   | JPN NU | RSA NU | SPA NU | FRA 15 | ITA 11 | CAT 13  | NED NU | GBR NU | GER NU | CZE 10 | POR 7  | BRA 11 | PAC 5  | MAL 11 | AUS NU | VAL NU |        |        | 15   | 45   |
| 2004 | MotoGP | Yamaha   | RSA 11 | SPA NU | FRA 6  | ITA 9  | CAT 3  | NED 3   | BRA 13 | GER NU | GBR    | CZE 9  | POR NU | JPN 5  | QAT NU | MAL NU | AUS NU | VAL NU |        |        | 12   | 75   |
| 2005 | MotoGP | Honda    | SPA 3  | POR 4  | CHN 3  | FRA 4  | ITA 4  | CAT 3   | NED 2  | USA NU | GBR NU | GER 7  | CZE 6  | JPN NU | MAL 5  | QAT 2  | AUS 4  | TUR 1  | VAL 1  |        | 2    | 220  |
| 2006 | MotoGP | Honda    | SPA 5  | QAT 7  | TUR 1  | CHN 7  | FRA 1  | ITA 6   | CAT NU | NED 7  | GBR 3  | GER 2  | USA 3  | CZE 5  | MAL 9  | AUS 1  | JPN 3  | POR 8  | VAL 5  |        | 4    | 228  |
| 2007 | MotoGP | Honda    | QAT 5  | SPA 8  | CHN 5  | TUR 5  | FRA 2  | ITA 9   | CAT 9  | GBR 10 | NED 10 | GER 6  | USA 3  | CZE    | RSM 4  | POR 5  | JPN 5  | AUS 10 | MAL 2  | VAL 4  | 5    | 187  |
| 2008 | MotoGP | Ducati   | QAT 11 | SPA 12 | POR 13 | CHN 5  | FRA 15 | ITA NU  | CAT 11 | GBR 16 | NED 13 | GER NU | USA 16 | CZE 7  | SMR 9  | IND 19 | JPN 13 | AUS 16 | MAL 16 | VAL 16 | 17   | 51   |
| 2009 | MotoGP | Kawasaki | QAT 14 | JPN 6  | SPA 5  | FRA 2  | ITA 11 | CAT 14  | NED 12 | USA 10 | GER 7  | GBR 7  | CZE NU | IND NU | SMR 8  | POR 12 | AUS 7  | MAL 8  | VAL 17 |        | 10   | 108  |
| 2010 | MotoGP | Honda    | QAT 13 | SPA 8  | FRA 6  | ITA 5  | GBR NU | NED DNS | CAT 9  | GER 10 | USA 8  | CZE 8  | IND NU | SMR 10 | ARA 9  | JPN 11 | MAL 9  | AUS 9  | POR 9  | VAL 13 | 10   | 103  |
| 2015 | MotoGP | Aprilia  | QAT 21 | AME NU | ARG 20 | SPA 19 | FRA 18 | ITA 18  | CAT NU | NED 19 | GER    | IND    | CZE    | GBR    | RSM    | ARA    | JPN    | AUS    | MAL    | VAL    | NC   | 0    |